# Starrer Wurmfarn
Der Starre Wurmfarn, auch Straffe Wurmfarn (Dryopteris villarii), ist eine Pflanzenart aus der Gattung der Wurmfarne (Dryopteris) innerhalb der Familie der Wurmfarngewächse (Dryopteridaceae).

## Beschreibung

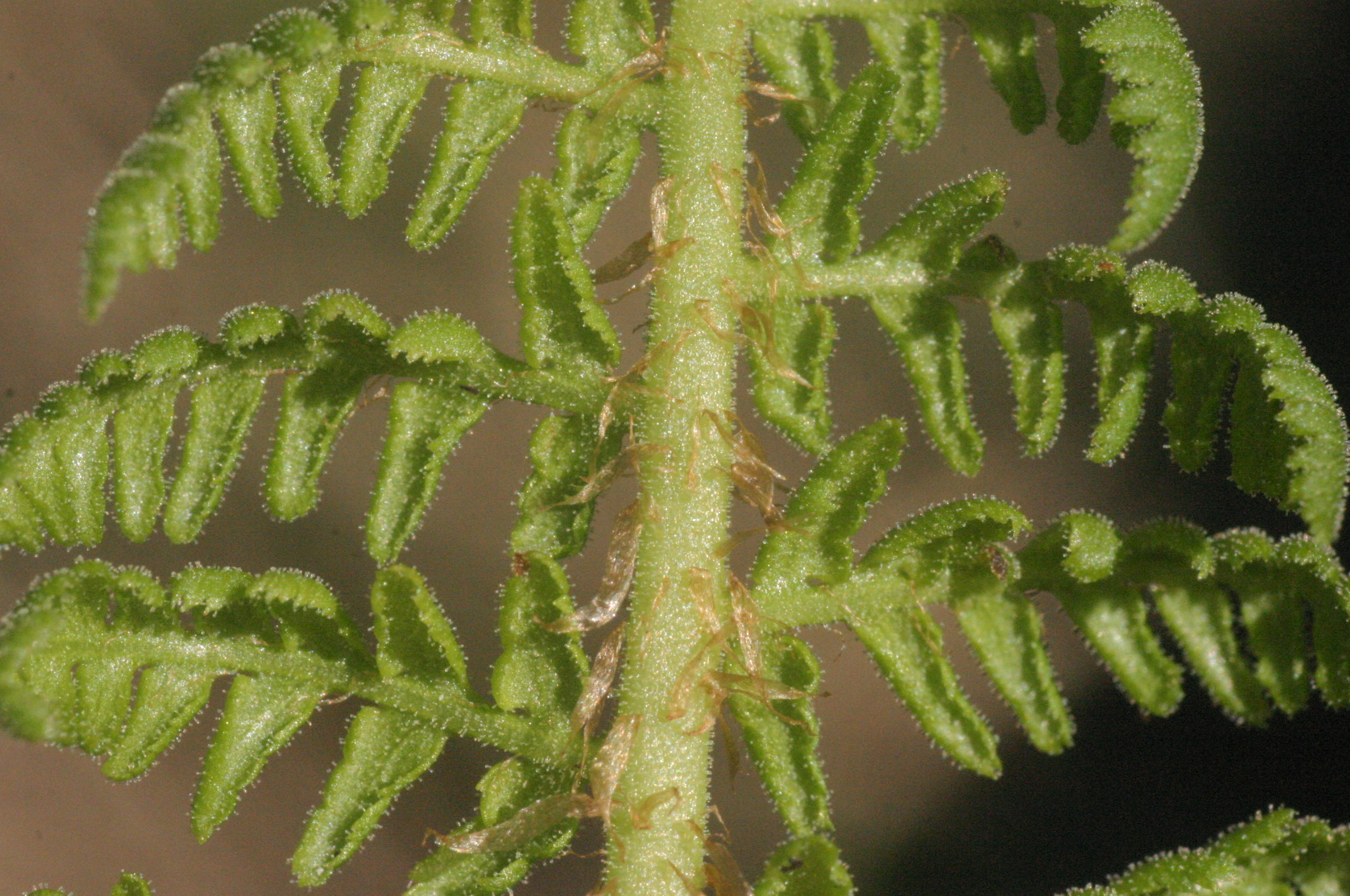
Wedel-Unterseite

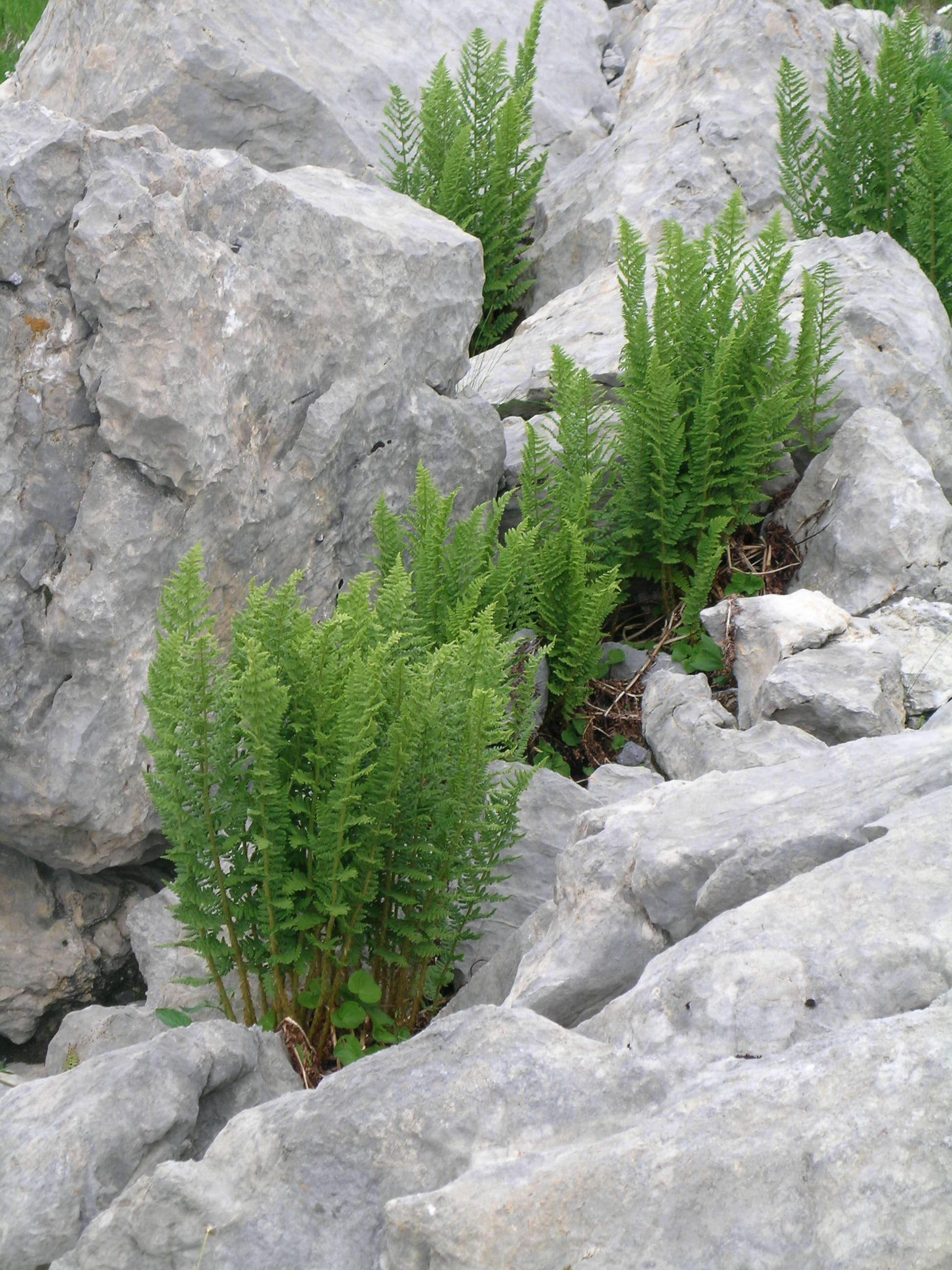
Habitus im Habitat

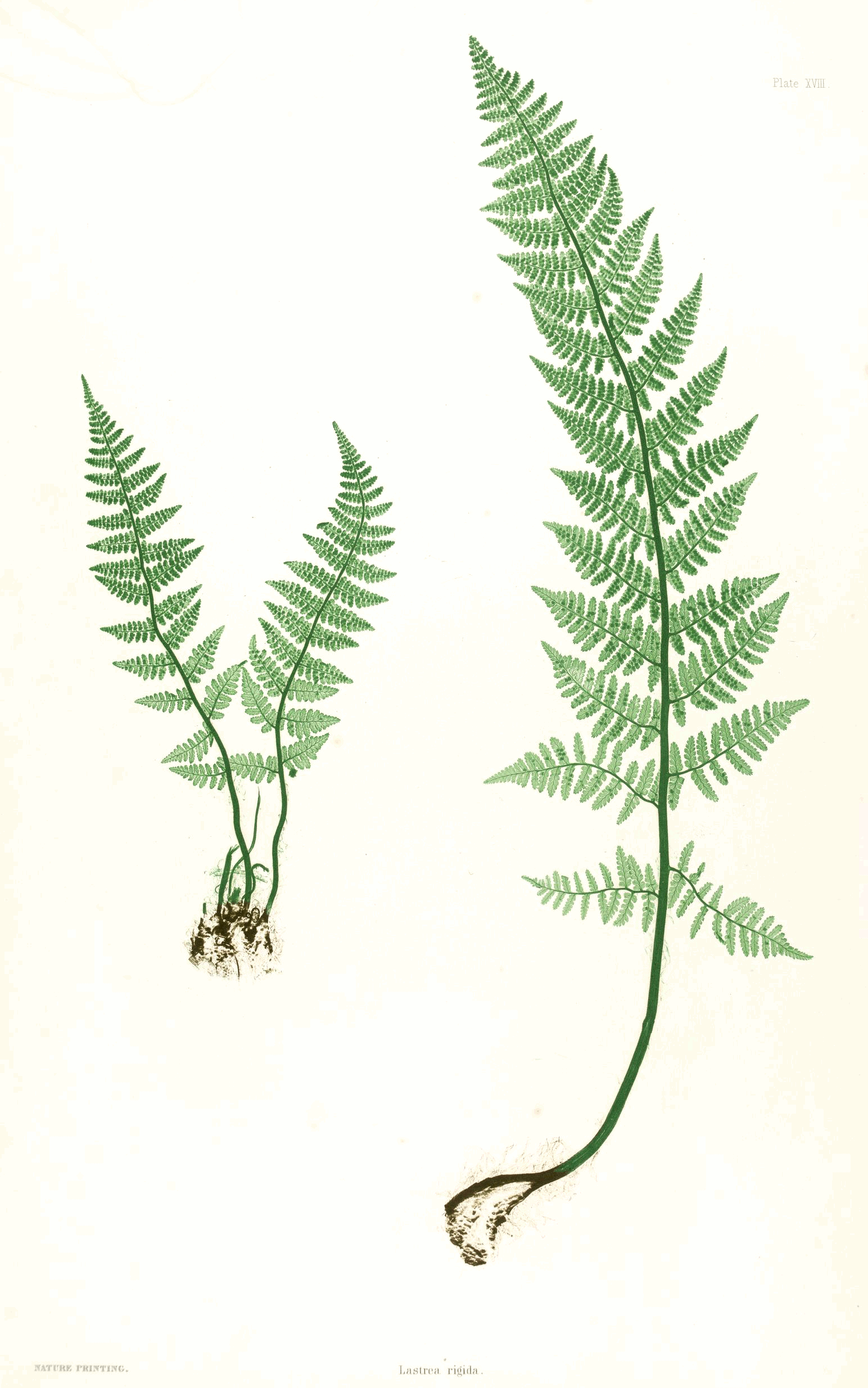
Illustration

Der Starre Wurmfarn ist eine ausdauernde krautige Pflanze und erreicht Wuchshöhen von 30 bis 40 Zentimetern. Das aufrecht oder aufsteigend wachsende Rhizom ist kurz sowie dick und mit weichen, breiten sowie oft bewimperten Spreuschuppen besetzt. Die schmal-trichterig stehenden Wedel sind gelb-drüsig behaart und wohlriechend.
Der Blattwedel ist in Blattstiel und -spreite gegliedert. Der kräftige Blattstiel ist 6 bis 10, selten bis zu 20 Zentimeter lang. und an seiner Basis sind fünf oder mehr Leitbündel vorhanden. Die fertilen und die sterilen Blattwedel sind annähernd gleich gestaltet. Die Wedel stehen büschelig und sind lederig, 15 bis 50, selten bis zu bis 62 Zentimeter lang, von dunkelgrüner Farbe und auf der Oberseite glänzend. Sie sind auf beiden Seiten (besonders auf der Unterseite) drüsig behaart. Sie sind einfach gefiedert mit fiederspaltigen Fiedern, oder zweifach gefiedert. An jeder Seite stehen 20 bis 35 Fiedern, die am Grund verschmälert sind. Der Fiederansatz ist auf der Unterseite violettschwarz. Die letzten Fiederabschnitte sind schief gestutzt und haben parallele, ganzrandige Seiten. Der Wedelstiel ist 3 bis 4 Millimeter dick und ist wie auch die Blattspindel (Rhachis) dicht mit langen Spreuschuppen besetzt.
Die Sori stehen zweireihig und haben einen Durchmesser von 1 bis 1,5, selten bis zu bis 2 Millimetern. Die Schleier sind derb und gewölbt. Die Sporen werden von Juni bis September gebildet.
Die Chromosomenzahl beträgt 2n = 82.

## Unterschiede zu ähnlichen Arten
Der Starre Wurmfarn unterscheidet sich vom Echten Wurmfarn (Dryopteris filix-mas) durch die stärkere Zerteilung der Blätter und die kleineren und dornig gezähnten Fiederchen. Vom Gewöhnlichen Dornfarn (Dryopteris carthusiana) und von Breitblättrigen Dornfarn (Dryopteris dilatata) unterscheidet er sich durch die reichlichere Bekleidung mit Streuschuppen. Von allen anderen Dryopteris-Arten unterscheidet er sich durch die drüsige Behaarung, die tief gefurchte Rhachis und die muschelförmig gewölbten Fiederchen.

## Vorkommen
Der Starre Wurmfarn gedeiht im ozeanischen Bereich der meridionalen bis nördlich temperaten Florenzone in Gebirgen. Er ist von den Balearen und England bis Griechenland und Georgien verbreitet. Es gibt Fundortangaben für Spanien, Frankreich, Sardinien, Korsika, Sizilien, Italien, die Schweiz, Liechtenstein, Österreich, Deutschland, die Balkanhalbinsel, Slowenien, Bulgarien, England und den Kaukasusraum.
Der Starre Wurmfarn besiedelt frische, sonnige kalkreiche Geröllhalden alpiner Regionen und kommt in den Kalkalpen sowie den Dinariden vor. Der Starre Wurmfarn steigt in den Alpen in Höhenlagen bis zu 2500 Meter, beispielsweise in den Allgäuer Alpen am Himmeleck in Bayern bis zu einer Höhenlage von 2200 Metern auf.
Bevorzugte Standorte sind verkarstete Kalk- und Dolomitfelsen der montanen bis subalpinen Höhenstufe. Er wächst vor allem in feuchten, offenen alpinen und oromediterranen Geröllhalden der pflanzensoziologischen Klasse Thlaspietea und ist Kennart des Verbands Petasition paradoxi in der Assoziation Valeriano-Dryopteridetum villarii.
Der Starre Wurmfarn ist eine Lichtpflanze kalkreicher Initialstandorte und kommt in alpinen Geröllhalden sowie grobblöckigen Schutthängen vor. Als ozeanische Pflanze ist der Starre Wurmfarn auf frischen Böden in Schneetälchen oder Lawinenbahnen typisch.
Die ökologischen Zeigerwerte nach Landolt et al. 2010 sind in der Schweiz: Feuchtezahl F = 3 (mäßig feucht), Lichtzahl L = 4 (hell), Reaktionszahl R = 5 (basisch), Temperaturzahl T = 2 (subalpin), Nährstoffzahl N = 2 (nährstoffarm), Kontinentalitätszahl K = 2 (subozeanisch).

## Systematik

### Taxonomie
Die Erstveröffentlichung erfolgte 1790 unter dem Namen Polypodium villarii durch Carlo Antonio Lodovico Bellardi in Mémoires de l'Académie Royale des Sciences. Turin, Band 6, Seite 255. Die Neukombination zu Dryopteris villarii (Bell.) Woynar wurde 1915 durch Heinrich Karl Woynar in Schinz und Thellung: Vierteljahrsschrift der Naturforschenden Gesellschaft in Zürich Band 60, Seite 339 veröffentlicht. Das Artepitheton villarii ehrt den französischen Botaniker Dominique Villars, der ursprünglich Dominique Villar hieß und sich selbst aber oft 'Villars' schrieb; Bellardis Schreibweise 'villarii' muss also beibehalten werden. Synonyme von Dryopteris villarii (Bellardi) Schinz & Thell. sind Aspidium rigidum Sw., Polystichum rigidum (Sw.) DC. und Dryopteris rigida (Sw.) A.Gray.

### Botanische Geschichte
Bei einigen Autoren existiert neben der Nominatform Dryopteris villarii (Bellardi) Woyn. subsp. villarii die Unterart Dryopteris villarii subsp. balearica (Litard.) O.Bolòs & Vigo von den Balearen. Diese wird als Dryopteris pallida subsp. balearica (Litard.) Fraser-Jenkins von manchen Autoren zu dieser anderen Art gestellt. Auch die früher hierher gestellte Unterart Dryopteris villarii subsp. pallida (Bory) Heywood wird bei einigen Autoren als eine eigene Art angesehen: Dryopteris pallida (Bory) Maire & Petitm.
Je nach Autor gibt es von Dryopteris pallida mehrere Unterarten:
- Dryopteris pallida (Bory) Maire & (Bory) Maire & Petitm. Petitm. subsp. pallida: Sie kommt in Südeuropa und im nordwestlichen Afrika vor.[6]
- Dryopteris pallida subsp. balearica (Litard.) Fraser-Jenk. (Syn.: Dryopteris rigida var. balearica Litard.): Sie kommt nur auf den Balearen vor.[3]
- Dryopteris pallida subsp. libanotica (Rosenst.) E.Nardi (Syn.: Aspidium libanoticum Rosenst.): Sie kommt in der Türkei, in Zypern, im Libanon, Syrien, Israel und vielleicht auch in Jordanien vor.[3]
- Dryopteris pallida subsp. raddeana (Fomin) Fraser-Jenk. (Syn.: Nephrodium raddeanum Fomin, Dryopteris raddeana (Fomin) Fomin): Sie kommt in Aserbaidschan[3] und in Jordanien vor.[6]